# Aristipo el Joven
Aristipo el Joven fue el nieto de Aristipo, el fundador de la escuela cirenaica. Su madre, Areta de Cirene, le instruyó en las ideas de su abuelo, por lo que se le llamó el Metrodidacto "a madre instructus". 

## La doctrina del placer
Parece que sistematizó y reformó parte de la doctrina del primer Aristipo, distinguiendo el placer en reposo o pasivo, constituido por la sola ausencia de dolor y el placer en acción que era para él el más alto bien. Observa, al contrario que su abuelo, que el dolor no es la única alternativa al placer porque, en tal caso, el placer se podría definir como no-dolor. Si queda así definido, bastará con no sentir dolor para sentir placer. Para el Joven, es claro que existe un estado intermedio entre el placer y el dolor: la neutralidad. E.g.: tener sed supone estar en dolor; beber agua para calmar esa sed proporciona placer; pero, una vez has bebido, tanto el placer del agua como el dolor de la sed se quedan en el pasado. Lo único que te queda ahí es un estado de pura neutralidad en el que no tienes una motivación para la búsqueda del placer. Una vez ahí, sólo te queda evitar el dolor para retornar a la neutralidad, lo que te condena a una vida sin placeres, lo que, para un cirenaico, es una vida infeliz. Por tanto, la neutralidad es tan enemiga de la felicidad como el dolor, porque nos inmoviliza y no es capaz de dotar de sentido a la vida.
En su concepción, el placer es sustantivo, un objeto que ha de ser perseguido con independencia del dolor y la neutralidad. Llega incluso a justificar el sufrir grandes dolores puntuales si eso permite alcanzar grandes placeres. Ahora bien, placeres que serán obtenidos a corto plazo; no tiene sentido sufrir por un placer al que llegarás en un futuro hipotético y lejano. E.g.: uno no debe pasar por el sufrimiento de madrugar porque tenga que pasar por otro sufrimiento que es trabajar, porque tenga que pasar por otro sufrimiento que es ahorrar, porque, gracias a ello, pueda llegar a jubilarse a los sesenta y cinco años. Aristipo diría que sólo merece la pena pasar por el sufrimiento de madrugar si ello te permite ir a ese trabajo que tanto disfrutas. Al sufrimiento debe seguirle directamente el placer.

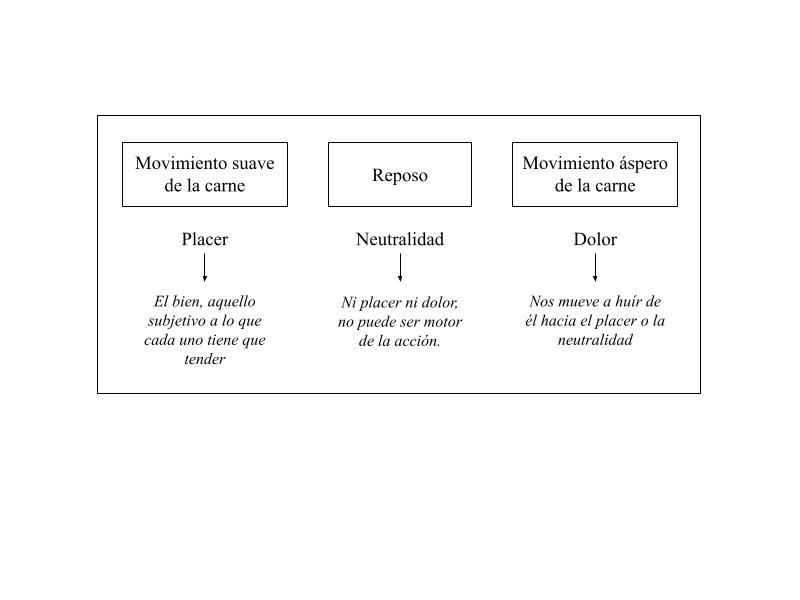
Los estados del cuerpo según Aristipo el Joven